# Гафса (футбольный клуб)
«Гафса» (фр. El Gawafel sportives de Gafsa, араб. القوافل الرياضية بقفصة‎) — футбольный клуб из города Гафса, Тунис. Клуб создан в 1967 году, домашние матчи проводит на Стадионе 7 ноября, вмещающем 7 000 зрителей. 
С 2004 года клуб выступает в Чемпионате Профессиональной Лиги 1, главной лиге в футбольной системе Туниса.

## Международные турниры
- Кубок Конфедерации КАФ
  - 2007: 2-й раунд